# Mitsukoshi
Das Unternehmen K.K. Mitsukoshi (jap. 株式会社三越, Kabushiki-gaisha Mitsukoshi) ist eine der drei großen japanischen Kaufhausketten (Depāto). 1998 lag Mitsukoshi im Umsatz direkt hinter dem Marktführer Takashimaya und vor der drittplatzierten Kaufhauskette Seibu Hyakkaten.

## Geschichte

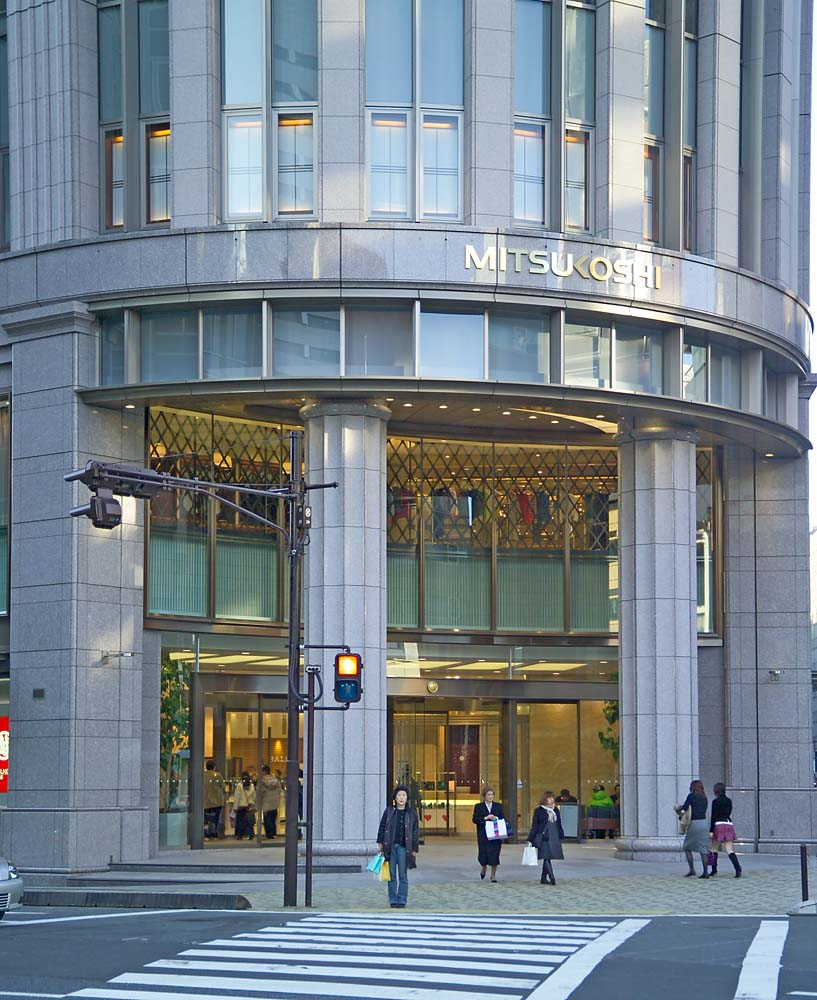
Mitsukoshi Tokio

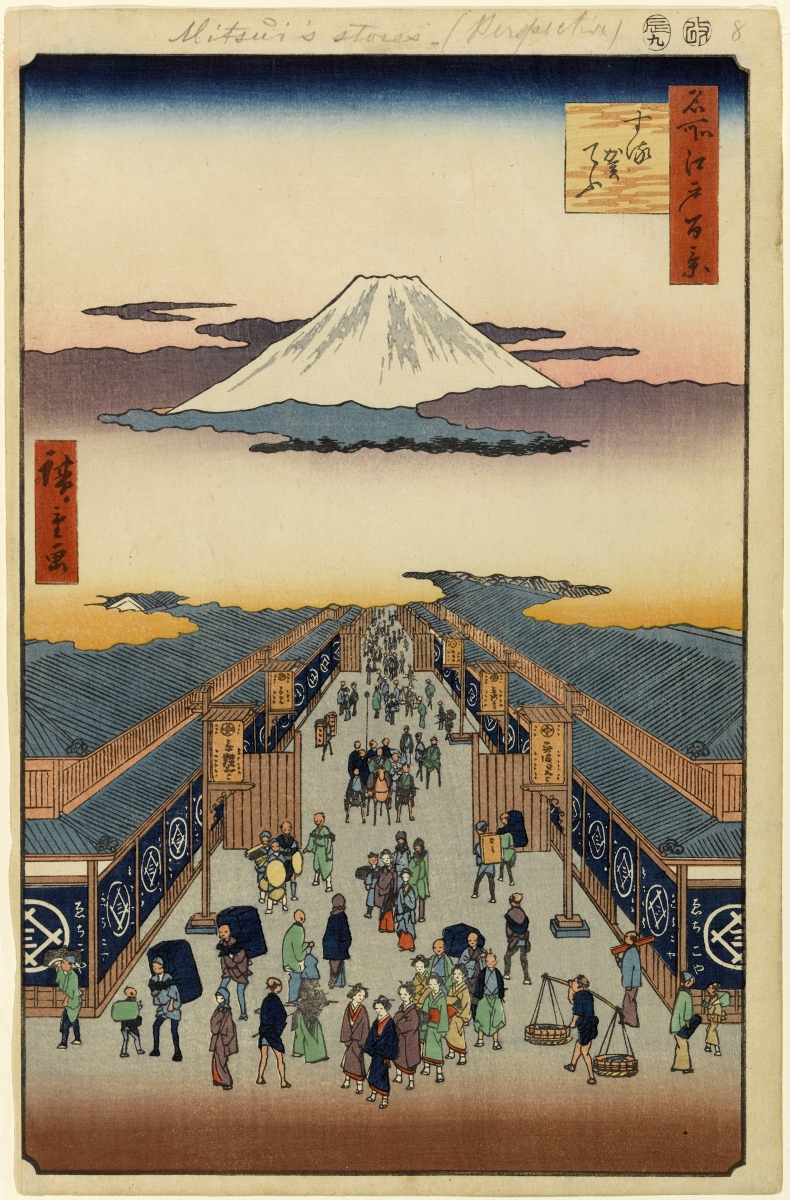
Utagawa Hiroshige

Die Firma wurde in Japan bereits während der Edo-Zeit im Jahr 1673 gegründet. Das Firmenhauptquartier befindet sich in Tokio und spaltete sich später von der Mitsui-Gruppe ab.
Am 1. April 2008 schloss sich Mitsukoshi mit dem Depāto Isetan unter einer gemeinsamen Holdinggesellschaft namens K.K. Mitsukoshi-Isetan Holdings zusammen. Vor dem Zusammenschluss war Mitsukoshi eigenständig im Nikkei 225 gelistet.
Das Warenhaus Mitsukoshi Nihonbashi in Tokio hat die größte Lebensmittelabteilung eines Warenhauses in der Welt – gefolgt vom KaDeWe in Berlin.

## Ausland
Die Auslandsniederlassungen widmen sich als Zielgruppe den japanischen Touristen, denen in Innenstadtlagen der für diese interessanten Metropolen jeweils eine Auswahl an landestypischen Artikeln und Souvenirs in edlem Ambiente feilgeboten wird. Zusammen mit dem Kauf wird vor Ort die Rückerstattung der Mehrwertsteuer vorbereitet. Dasselbe gilt für ausländische Touristen in den japanischen Niederlassungen. Niederlassungen in Europa befinden sich unter anderem in Rom und Madrid.

### Deutschland
In Deutschland gibt es gegenwärtig keine Niederlassungen. Eine in Berlin gelegene wurde in den 1990er Jahren nach kurzer Zeit am Kurfürstendamm aufgegeben. Niederlassungen in Frankfurt am Main und München wurden 2008 und in Düsseldorf 2009 geschlossen.